# Secretaría de Comunicación Social de la Presidencia de la República de Guatemala
La Secretaría de Comunicación Social de la Presidencia de la República de Guatemala (SCSPR) es el órgano que tiene la función de servir como vínculo de información con los medios de comunicación social, y de formular, coordinar y ejecutar la política de comunicación del Gobierno de la República. Para ejercer el cargo de Secretario de Comunicación Social de la Presidencia se requieren los mismos requisitos que se exigen para ser Ministro y gozará del derecho de antejuicio en la misma forma.